# Château de Saint-Amand-en-Puisaye
Le château de Saint-Amand-en-Puisaye est un château situé à Saint-Amand-en-Puisaye, en France.

## Historique
Le château de Saint-Amand-en-Puisaye est un des plus importants châteaux de la Renaissance dans le Nivernais. Il fut reconstruit entre 1530 et 1540 par Antoine de Rochechouart (1486-1549), fils d'un chambellan du roi François Ier, sur l'emplacement d'une forteresse féodale.
Celle-ci, édifiée sur le tracé de l'ancienne voie romaine reliant Autun à Paris, appartient à la famille d'Ithier Ier de Toucy, puis aux comtes de Bar après le mariage de Thiébaut II de Bar avec Jeanne de Toucy, en 1255. La forteresse fut probablement détruite en 1404 par le nouveau duc de Bourgogne, Jean sans Peur, quand celui-ci envahit l'Auxerrois. La guerre civile opposant Armagnacs et Bourguignons, de 1408 à 1412, achève de dévaster la région.
En 1560, après les décès de l'épouse d'Antoine de Rochechouart, Catherine de Faudoas-Barbazan, et de son fils Charles qui meurt sans héritier, le château tombe en indivision entre les Chabot, barons de Jarnac, et les Du Breuil, sires de Théron ; puis les Bourdeille, sires de Matha, et les Rouault, sires de Thiembrune.
En 1659, le cardinal Mazarin fait l'acquisition du duché de Nevers et de la seigneurie de Saint-Amand, qu'il lègue à son neveu, Philippe Mancini. Léonard Guyot de Montchougny (1662-1731), secrétaire du roi, achète le domaine vers 1710. Ses descendants, devenus marquis de Saint-Amand en 1760, le conservent jusqu'en 1896.
Le céramiste Paul Jeanneney (né Loewenguth), prend possession du château en 1898 et transforme les communs en atelier où il pratique l'art de l'émaillage. À sa mort en 1920, Arsène Fié, maire de Saint-Amand, propose à son conseil municipal de l'acquérir, ce que celui-ci refuse à une voix de majorité.
Le 8 mai 1921, le château est acquis par l'architecte Gabriel Griès (1879-1964), puis, le 13 juin 1926, par le céramiste d'origine suédoise Niels de Barck (1863-1930). L'épouse de ce dernier conservera le château jusqu'au 3 février 1935, date à laquelle Jules Guiraud (1876-1952), gouverneur de la Banque de France en fait l'acquisition.
La ville d'Antony achète le château le 18 octobre 1947 pour y installer une colonie de vacances. Finalement, la commune de Saint-Amand en devient propriétaire le 4 octobre 1985.
Le château abrite aujourd'hui un musée consacré à la céramique, activité qui fait la renommée de la ville et de ses environs.

## Architecture
Le château de Saint-Amand-en-Puisaye est inscrit aux monuments historiques en 1986, il a ensuite été classé par arrêté du 28 novembre 1991.
Construit en brique et en pierre, ceinturé de douves sèches, il se compose d'un grand corps de logis flanqué de deux pavillons assez massifs, que couronnent de faux mâchicoulis. Une certaine asymétrie règne dans le percement des ouvertures.

## Galerie

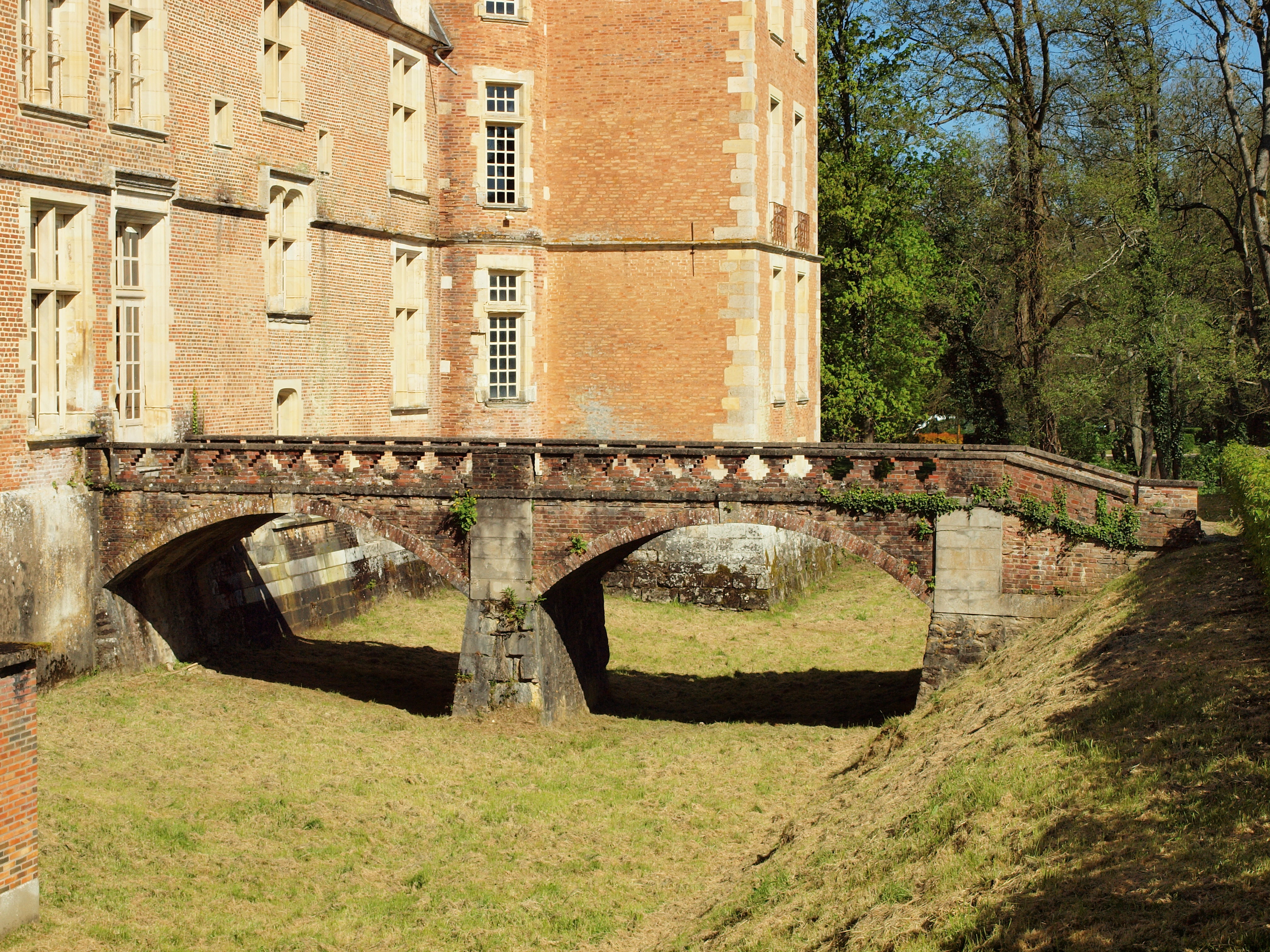
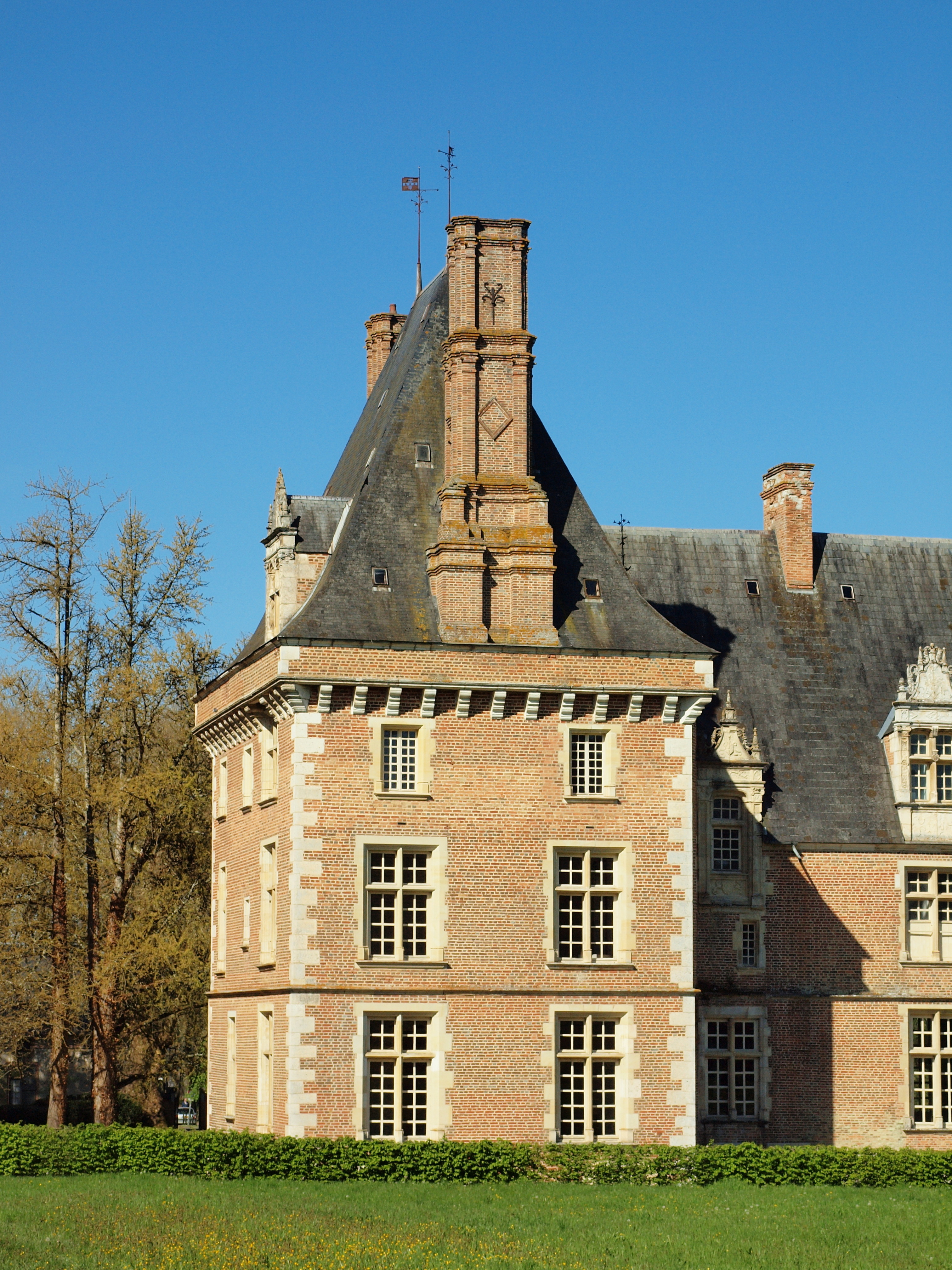
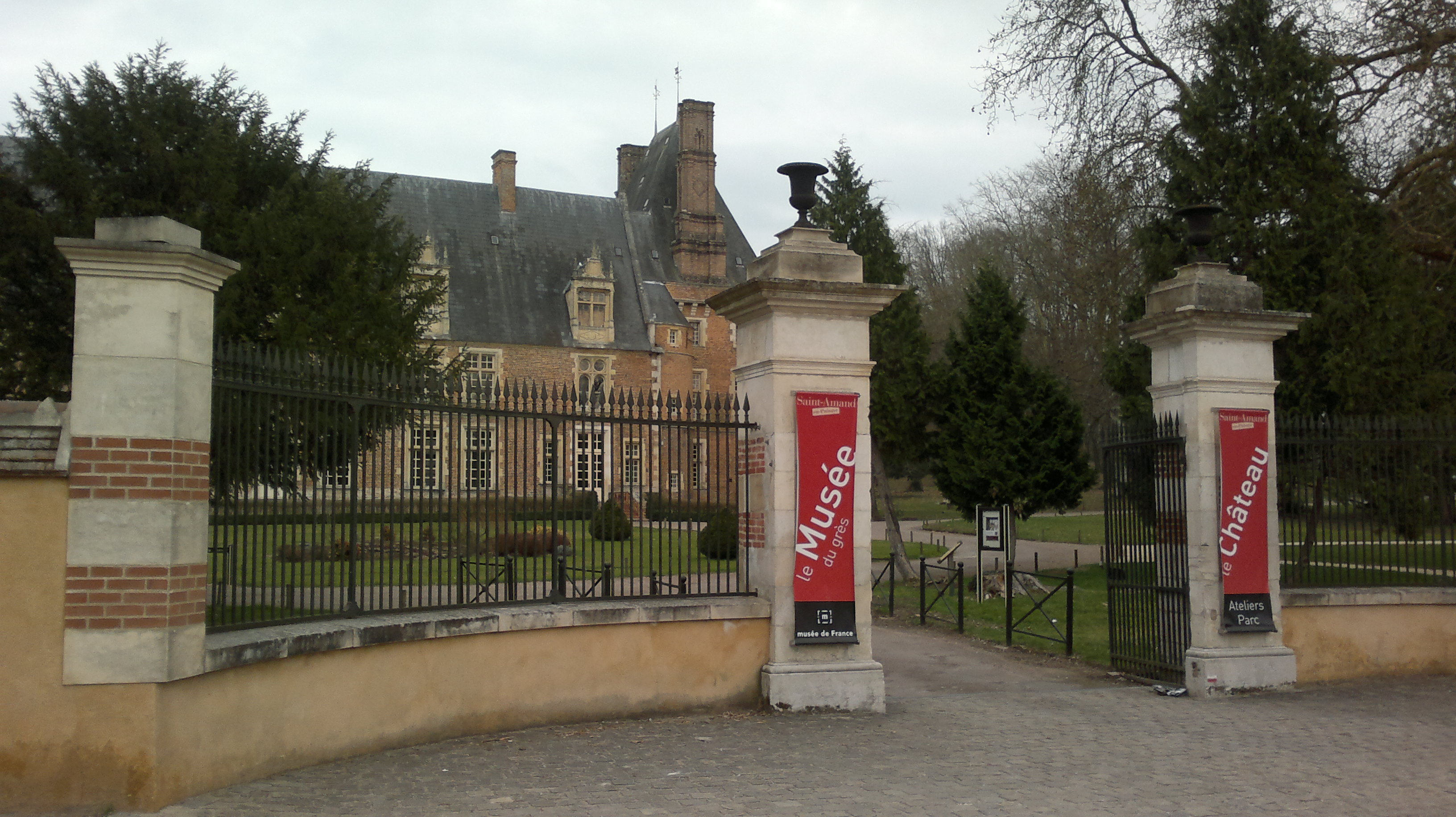
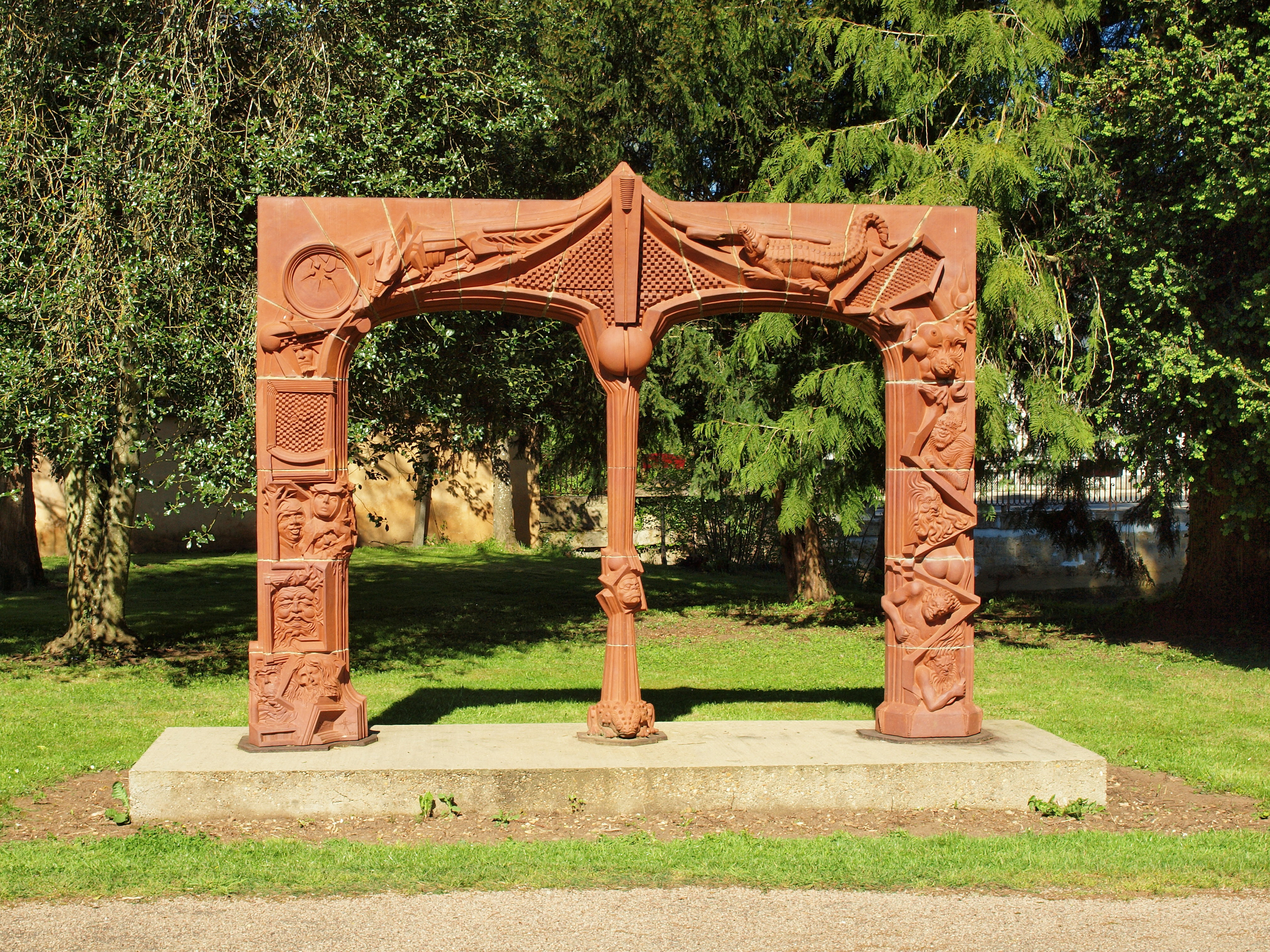